# シド (歌手)
シド（Syd、本名: Sydney Loren Bennett、1992年4月23日 - ）は、アメリカ合衆国カリフォルニア州ロサンゼルス出身の歌手、ソングライター、音楽プロデューサーである。以前はシド・ザ・キッド（Syd tha Kyd）の名で活動していた。タイラー・ザ・クリエイター率いるヒップホップ・グループ、オッド・フューチャーのメンバーで、現在はソウル・バンドのジ・インターネットや、ソロ・アーティストとして活動している。

## 来歴
1992年4月23日、シドことシドニー・ローレン・ベネットはカリフォルニア州ロサンゼルスで生まれた。母親はかつてDJを目指しており、叔父は有名なレゲエ・プロデューサーのマイキー・ベネット（Mikey Bennett）である。シドが14歳の時、自宅に小さな音楽スタジオを作り、サウンド・エンジニアリングを学び音楽プロデュースの世界に入った。
2008年、タイラー・ザ・クリエイターが主催するヒップホップ・グループ、オッド・フューチャーに加入する。
2011年2月27日、ソロ・デビュー・ミックステープ『Raunchboots』をリリースした。同年、シドはオッド・フューチャーのメンバーであるマット・マーシャンズらと共にジ・インターネットを結成する。
2016年3月11日、オッド・フューチャーから脱退を正式に発表した。
2017年1月13日、ソロ・デビュー・シングル「All About Me」をリリース。プロデュースはジ・インターネットのメンバーであるスティーヴ・レイシーが担当した。2月3日、初のソロ・アルバム『フィン』をリリースする。
9月7日、3曲入りEP『Always Never Home』をリリースした。

## 人物
インタビューなどで、シドはゲイであることを明かしている。彼女は自分のセクシュアリティには満足しているが、それが自分のキャリアを定義されることを拒んでいる。彼女は私生活の話が自分の音楽に影を落とすことを心配しており、レズビアンという言葉が嫌いだとまで言っている。
2012年1月、歌手のアリシア・キーズに対して、同性愛者であることをカミングアウトするべきだと主張した。

## ディスコグラフィ

### スタジオ・アルバム
- 『フィン』 - Fin (2017年、Columbia)
- Broken Hearts Club (2022年、Columbia)

### EP
- Always Never Home (2017年)

### ミックステープ
- Raunchboots (2011年)

### ジ・インターネット
- Purple Naked Ladies (2011年)
- 『フィール・グッド』 - Feel Good (2013年)
- 『エゴ・デス』 - Ego Death (2015年)
- 『ハイヴ・マインド』 - Hive Mind (2018年)

### Odd Future
- 『ザ・オッド・フューチャー・テープ Vol.2』 - The Odd Future Tape Vol. 2 (2011年)